# Dun-sur-Auron
Dun-sur-Auron är en kommun i departementet Cher i regionen Centre-Val de Loire i de centrala delarna av Frankrike. Kommunen ligger  i kantonen Dun-sur-Auron som tillhör arrondissementet Saint-Amand-Montrond. År 2022 hade Dun-sur-Auron 3 566 invånare.

## Historia
Namnet har ett mycket gammalt ursprung, Dunum. Ett galliskt slott fanns på platsen. Under medeltiden löd hertigdömet Dun-le-Roy under Bourges.

## Befolkningsutveckling
Antalet invånare i kommunen Dun-sur-Auron
Referens:INSEE

## Galleri

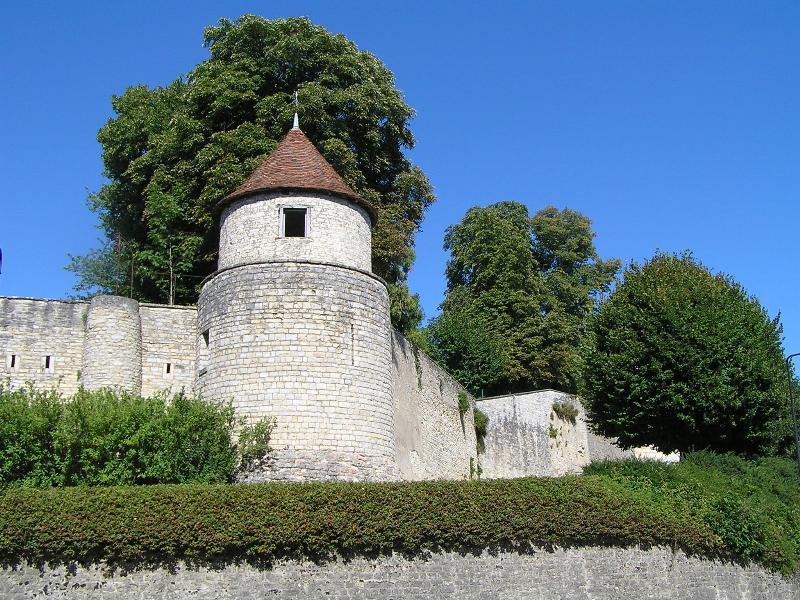
Gamla befästningar i Dun-sur-Auron
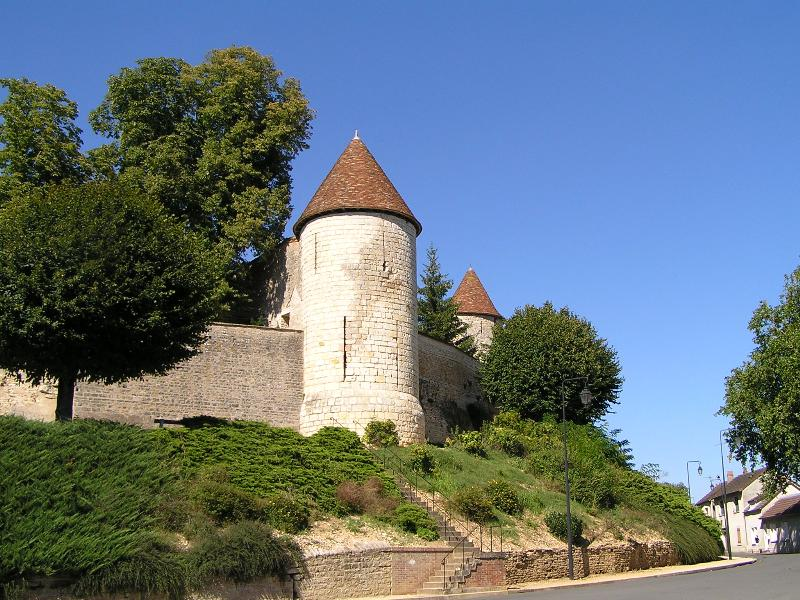
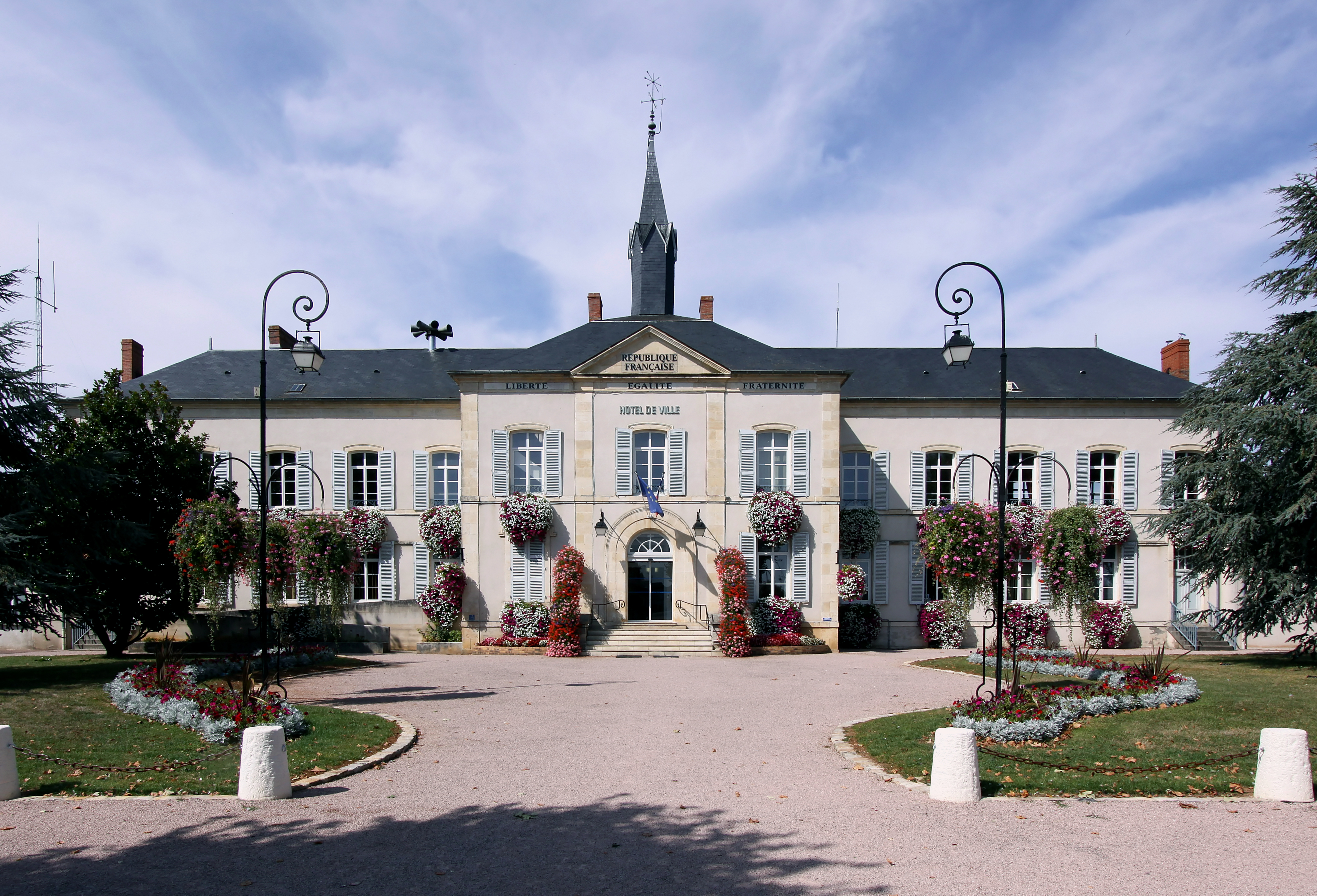
Rådhus
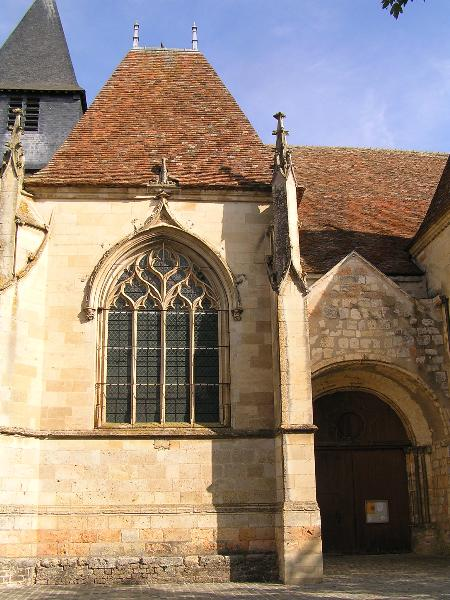
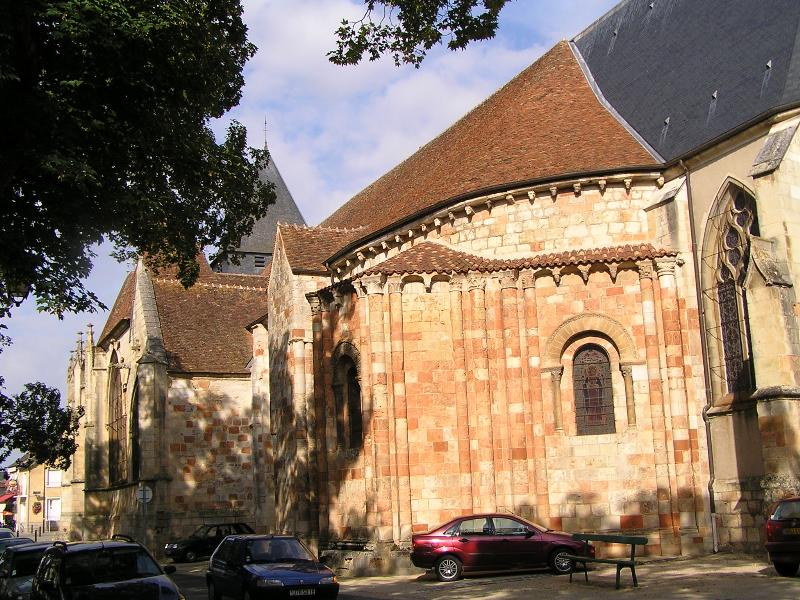
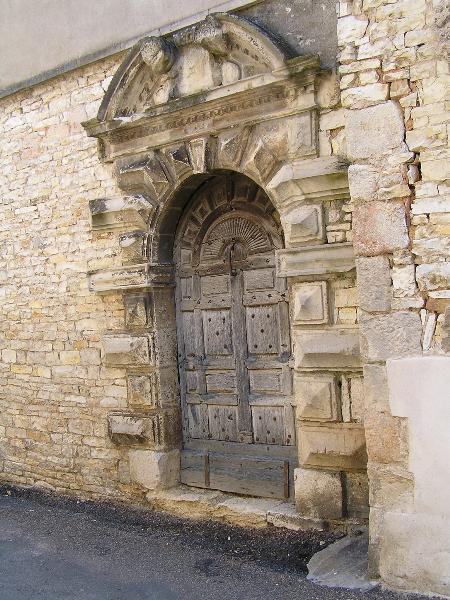

## Sevärdheter
- Collégiale Saint-Étienne, grundad 1019

## Kända personer från kommunen
- Laure Coutan (1855-1914), skulptör och född i kommunen.